# Strange Moosic
Albums de Herman Düne
Next Year In Zion
(2008)
Strange Moosic est un album de Herman Düne sorti le 23 mai 2011.

## Liste des morceaux
1. Tell Me Something I Don't Know
2. Ah Hears Strange Moosic
3. Be a Doll and Take My Heart
4. Where Is the Man
5. Lay Your Head on My Chest
6. Monument Park
7. In the Long Long Run
8. Your Love Is Gold
9. The Rock
10. Just Like Summer
11. My Joy
12. Magician
13. Shadow of a Doubt
14. Wait for the Dead to Live Again